# Jerzy Giedymin
Jerzy Giedymin, né le 18 septembre 1925 et mort le 24 juin 1993, est un universitaire et historien des mathématiques et des sciences.

## Biographie

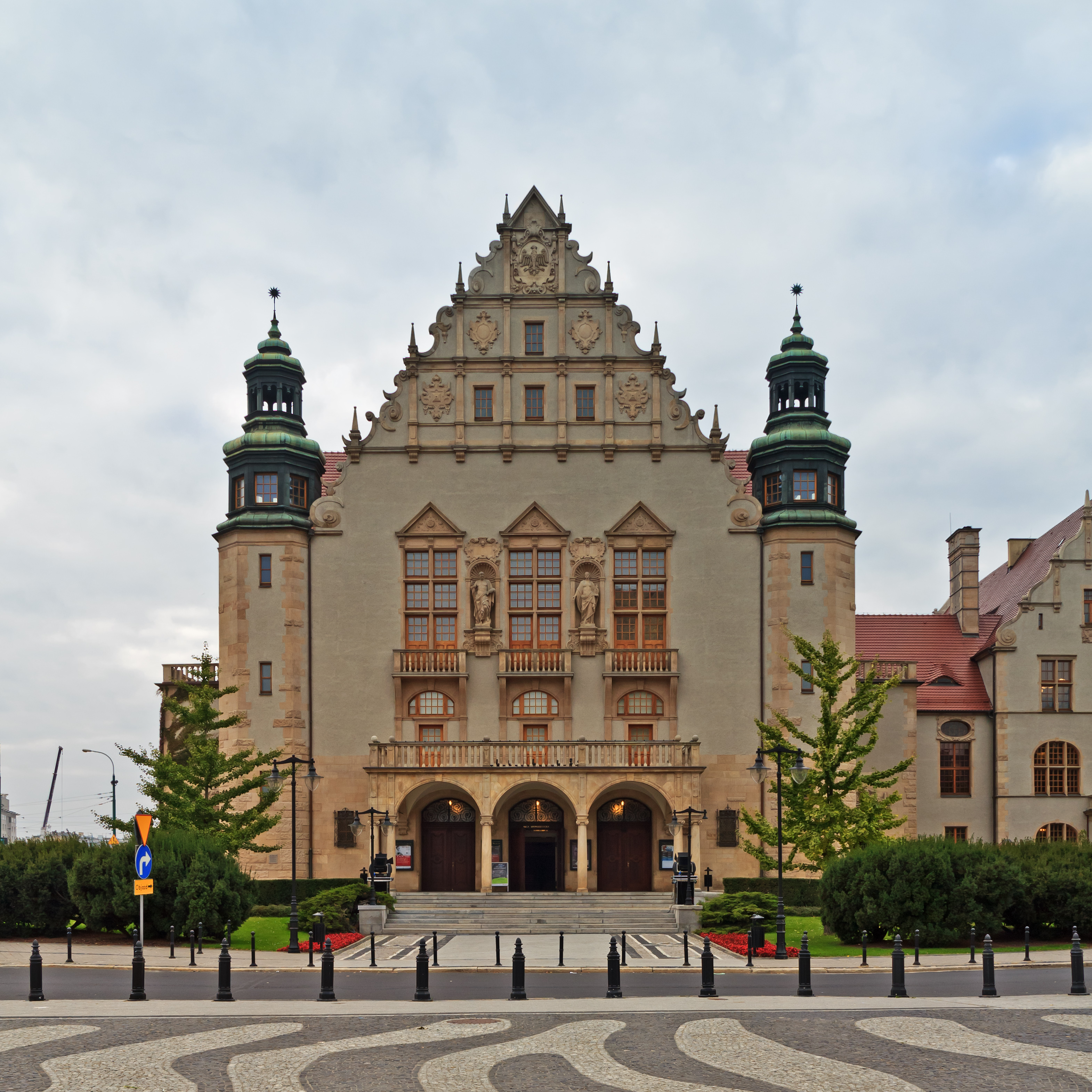
Université de Poznań.

Giedymin, d'origine polonaise, est né en 1925.
Il fait ses études à l'université de Poznań sous Kazimierz Ajdukiewicz. En 1953 Jerzy Giedymin succéda à Adam Wiegner à la chaire de logique de la faculté de philosophie.
Il fait partie de l'École de Poznań, un courant de philosophie marxiste marqué par une conception idéaliste des sciences qui confronte les postulats scientifiques du marxisme avec la logique et épistémologie contemporaine.
En 1968 Giedymin s'exile en Angleterre et fréquente les cours de Karl Popper à la London School of Economics.
En 1971 il devient professeur au département de sciences mathématiques et physiques à l'Université de Sussex.
Giedymin décède pendant un voyage en Pologne le 24 juin 1993.

## Œuvre
Giedymin défend l'idée que la théorie conventionnaliste d'Henri Poincaré était fondamentalement mal comprise et donc sous-estimée. Giedymin clame que Poincaré était à l'origine de nombreuses idées innovatrices de la théorie de la relativité et de la physique quantique aux XXe siècle.
Le point de vue de Giedymin était influencé par son contact avec la philosophie de Kazimierz Ajdukiewicz et sa perception de l'histoire des idées qui en opposition à la tradition empirique examine la philosophie des sciences du début du XXe siècle sous l'angle du conventionnalisme pragmatique.

### Livres
- Jerzy Giedymin, Z problemow logicznych analizy historycznej, Poznańskie towarzystwo przyjaciol nauk. Wydzial filologiczno-filozoficzny. Prace Komisji filozoficznej. tom 10. zesz. 3., Poznań, 1961.
- Jerzy Giedymin, Problemy, zalozenia, rozstrzygniecia. Studia nad logicznymi podstawami nauk spolecznych, Polskie Towarzystwo Ekonomiczne. Oddzial w Poznańiu. Rozprawy i monografie. No. 10, Poznań, 1964.
- Jerzy Giedymin ed. , Kazimierz Ajdukiewicz: The scientific world-perspective and other essays, 1931-1963, Dordrecht: D. Reidel Publishing Co., 1974  (ISBN 9-027-70527-5)
- Jerzy Giedymin, Science and convention: essays on Henri Poincaré’s philosophy of science and the conventionalist tradition, Oxford: Pergamon, 1982  (ISBN 0-080-25790-9)

### Articles
- Jerzy Giedymin, "Confirmation, critical region and empirical content of hypotheses", in Studia Logica, Volume 10, Number 1 (1960)
- Jerzy Giedymin, "A generalization of the refutability postulate", in Studia Logica, Volume 10, Number 1 (1960)
- Jerzy Giedymin, "Authorship hypotheses and reliability of informants", in Studia Logica, Volume 12, Number 1 (1961)
- Jerzy Giedymin, "Reliability of Informants", in British Journal for the Philosophy of Science, XIII (1963)
- Jerzy Giedymin, "The Paradox of Meaning Variance", in British Journal for the Philosophy of Science, 21 (1970)
- Jerzy Giedymin, "Consolations for the Irrationalist", in British Journal for the Philosophy of Science, 22 (1971)
- Jerzy Giedymin, "Antipositivism in Contemporary Philosophy of Social Sciences and Humanities", in British Journal for the Philosophy of Science, 26 (1975)
- Jerzy Giedymin, "On the origin and significance of Poincaré's conventionalism", in Studies in History and Philosophy of Science, Vol.8, No.4 (1977)
- Jerzy Giedymin, "Revolutionary changes, non-translatability and crucial experiments", in Problems of the Philosophy of Science, Amsterdam: North Holland, 1968
- Jerzy Giedymin, "The Physics of the Principles and Its Philosophy: Hamilton, Poincaré and Ramsey", in Science and Convention: Essays on Henri Poincaré's Philosophy of Science and the Conventionalist Tradition. Oxford: Pergamon (1982)
- Jerzy Giedymin, "Geometrical and Physical Conventionalism of Henri Poincaré in Epistemologial Formulation", in Studies in History and Philosophy of Science, 22 (1991)
- Jerzy Giedymin, "Conventionalism, the Pluralist Conception of Theories and the Nature of Interpretation", in Studies in History and Philosophy of Science, 23 (1992)
- Jerzy Giedymin, "Radical Conventionalism, Its Background and Evolution: Poincare, Leroy, Ajdukiewicz", in Vito Sinisi & Jan Wolenski (ed.), The Heritage of Kazimierz Ajdukiewicz,  Amsterdam, Rodopi, 1995  (ISBN 9-051-83808-5)
- Jerzy Giedymin, "Ajdukiewicz's Life and Personality",  in Vito Sinisi & Jan Wolenski (ed.), The Heritage of Kazimierz Ajdukiewicz,  Amsterdam, Rodopi, 1995  (ISBN 9-051-83808-5)

### Littérature secondaire
- Laurent Rollet, Le conventionnalisme géométrique de Henri Poincaré : empirisme ou apriorisme ? Une étude des thèses de Adolf Grünbaum et Jerzy Giedymin, Université de Nancy 2, 1993
- Laurent Rollet, "The Grünbaum-Giedymin Controversy Concerning the Philosophical Interpretation of Poincaré's Geometrical Conventionalism" in Krystyna Zamiara (ed.) The Problems Concerning the Philosophy of Science and Science Itself, Poznań, Wydawnictwo Fundacji Humaniora (1995)
- Krystyna Zamaria, "Jerzy Giedymin – From the Logic of Science to the Theoretical History of Science", in (en) Władysław Krajewski (ed.), Polish philosophers of science and nature in the 20th century, Amsterdam New York, NY, Rodopi, 2001, 285 p. (ISBN 90-420-1497-0, lire en ligne)